# Burmattus albopunctatus
Burmattus albopunctatus là một loài nhện trong họ Salticidae.
Loài này thuộc chi Burmattus. Burmattus albopunctatus được Tord Tamerlan Teodor Thorell miêu tả năm 1895.